# سان پیترو دی کادوره
سان پیترو دی کادوره (به ایتالیایی: San Pietro di Cadore) یک کومونه در ایتالیا است که در استان بلونو واقع شده‌است. سان پیترو دی کادوره ۵۲٫۴ کیلومتر مربع مساحت و ۱٬۷۹۹ نفر جمعیت دارد.